# Predação intraguilda

## Conceito

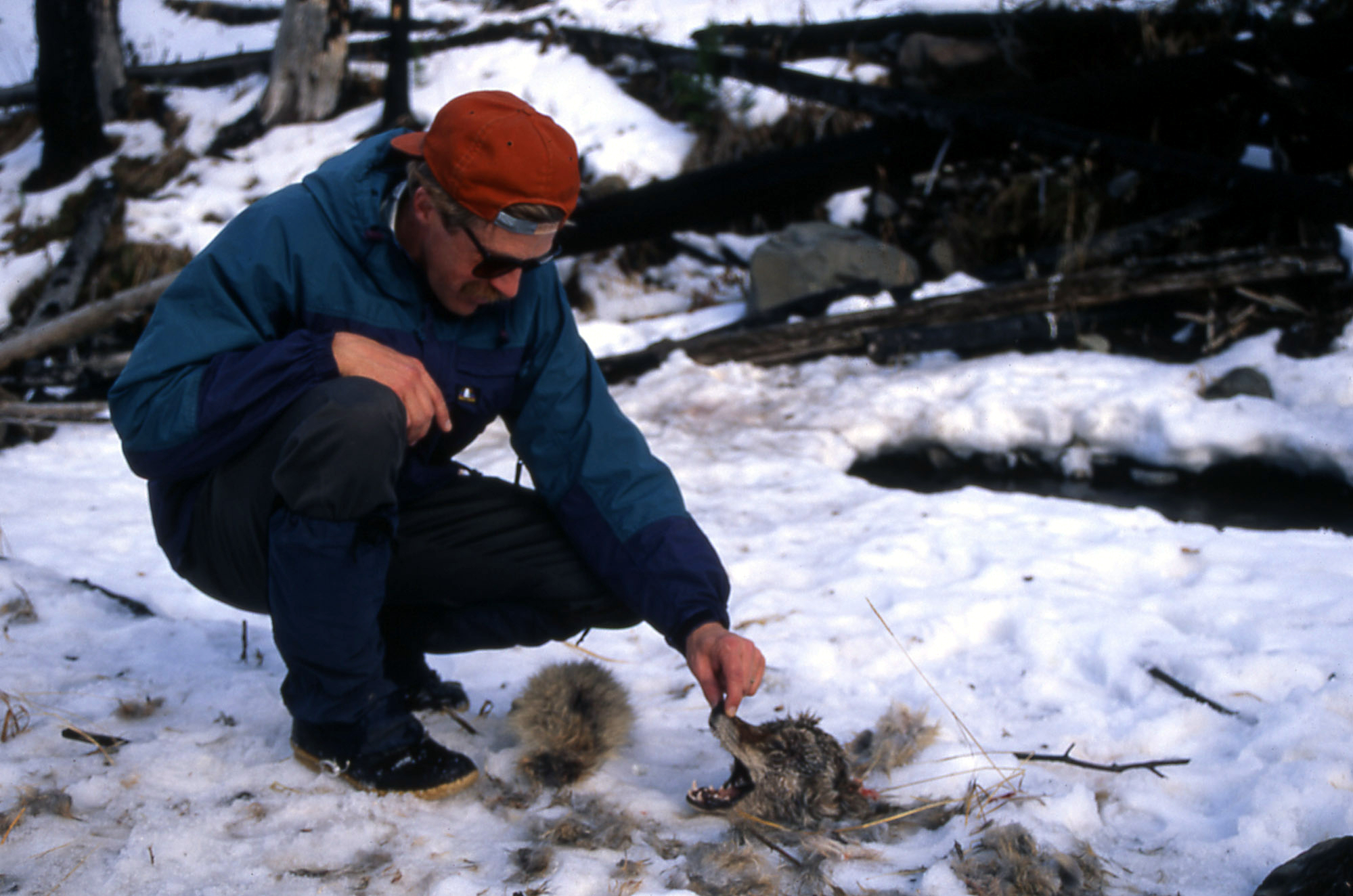
Rolf Peterson investiga carcaça de coiote morto por um lobo no Parque Nacional de Yellowstone.

Predação intraguilda, é  a predação de eventuais competidores.  Esta interação é uma combinação entre a predação e competição, porque ambas as espécies pertencem à mesma guilda, utilizando o mesmo tipo de recursos alimentícios e podem se beneficiar de predar um ao outro.  Visto que o predador dominante ganha os benefícios duplos de se alimentar e eliminar competidores, a predação intra-guilda tem considerável efeito na estrutura das comunidades ecológicas.
Esse é um sistema de equações diferenciais representando a dinâmica de predação intraguilda, um caso específico de competição explícita por recursos, onde o recurso pelo qual as populações competem comporta-se como uma população logística. dP/dt representa a dinâmica da população da predadores intraguilda, dN/dt a população de presas intraguilda e  representa o recurso.
- dP/dt = βPBαBPPB + βPNαNPPN − mPPdPdt = βPBαBPPB + βPNαNPPN − mPP

- dN/dt = βNBαBNBN − mNN − αNPPNdNdt = βNBαBNBN − mNN − αNPPN

- dB/dt = rB(1−αBBB) − αBNBN − αBPPB[5]